# ヘルマン・サフトレーフェン
ヘルマン・サフトレーフェン（Herman Saftleven de Jonge、1609年 – 1685年1月5日（葬礼日））はオランダ黄金時代の画家の一人である。おもにユトレヒトで活動し、風景画を描いた。

## 略歴
ロッテルダムで生まれた。同名の父親、ヘルマン・サフトレーフェン(Herman Saftleven de Oude: c.1580-1627)はアムステルダム出身でロッテルダムで活動した画家である。兄のコルネリス・サフトレーフェン(Cornelis Saftleven: c.1607–1681)と弟のアブラハム・サフトレーフェン(Abraham Saftleven: 1613-?)も画家になった。同名の父親と区別するために「de Jonge (the younger)」が名前に付加されることがある。
父親から絵を学び、ロッテルダムでウィレム・バイテウェッヘのような風俗画を描いていたが、父親が亡くなった後、1630年頃から風景画を描くようになり、1632年にユトレヒトに移り、1633年にユトレヒトで結婚した。兄のアブラハム・サフトレーフェンもしばらくユトレヒトで活動し、ヘルマンの風景画に兄が家畜を描くこともあった。兄は1837年にロッテルダムに戻って活動するが、ヘルマン・サフトレーフェンはライン川に沿って何度か旅をした他、ユトレヒトで活動した。
フランドルの風景画の影響もうけて、高い視点から眺望を描くスタイルの風景画や建物を描くようになった。
1674年にユトレヒトが嵐に襲われ、多くの建物が大きな被害を受けた後、ユトレヒト市議会の注文で被害を受けた教会など描いた一連の版画を作成した。またユトレヒトの裕福な商人の夫人で、邸の庭で珍しい植物を育て、画家を雇って、花の画集を作らせたアグネス・ブロック(Agnes Block: 1629-1704)に雇われた画家の一人でもあった。
ユトレヒトで没した。娘の一人、サラ・サフトレーフェン(Sara Saftleven: 1645-1702)は花を描く画家になったが、作品は殆ど残されていない。

## 作品

### 油絵

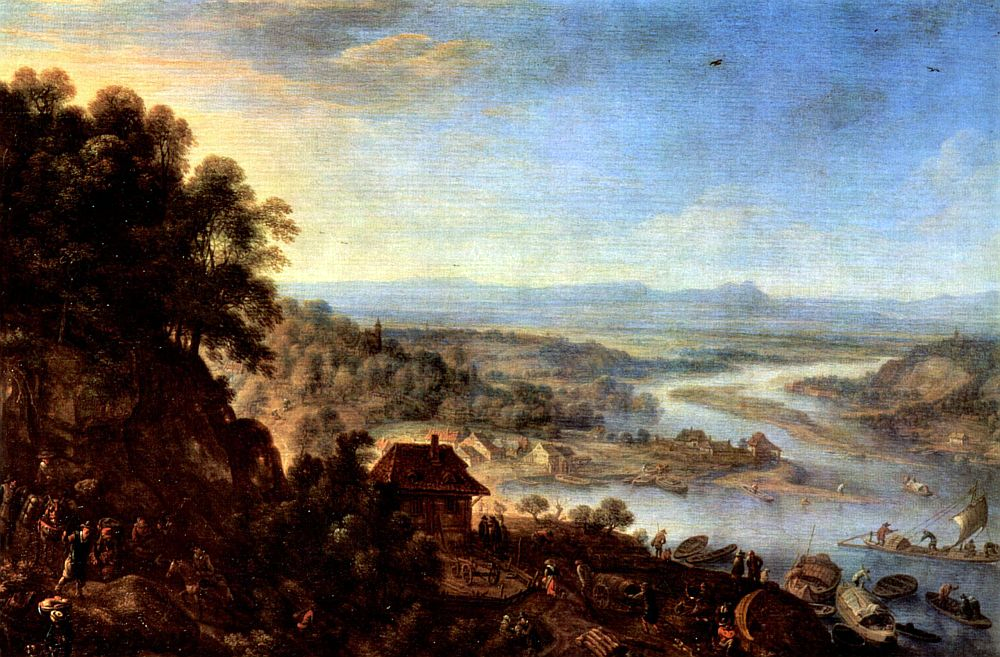
エルバッハ（ラインガウ), (1665) Gemäldegalerie Alte Meister蔵
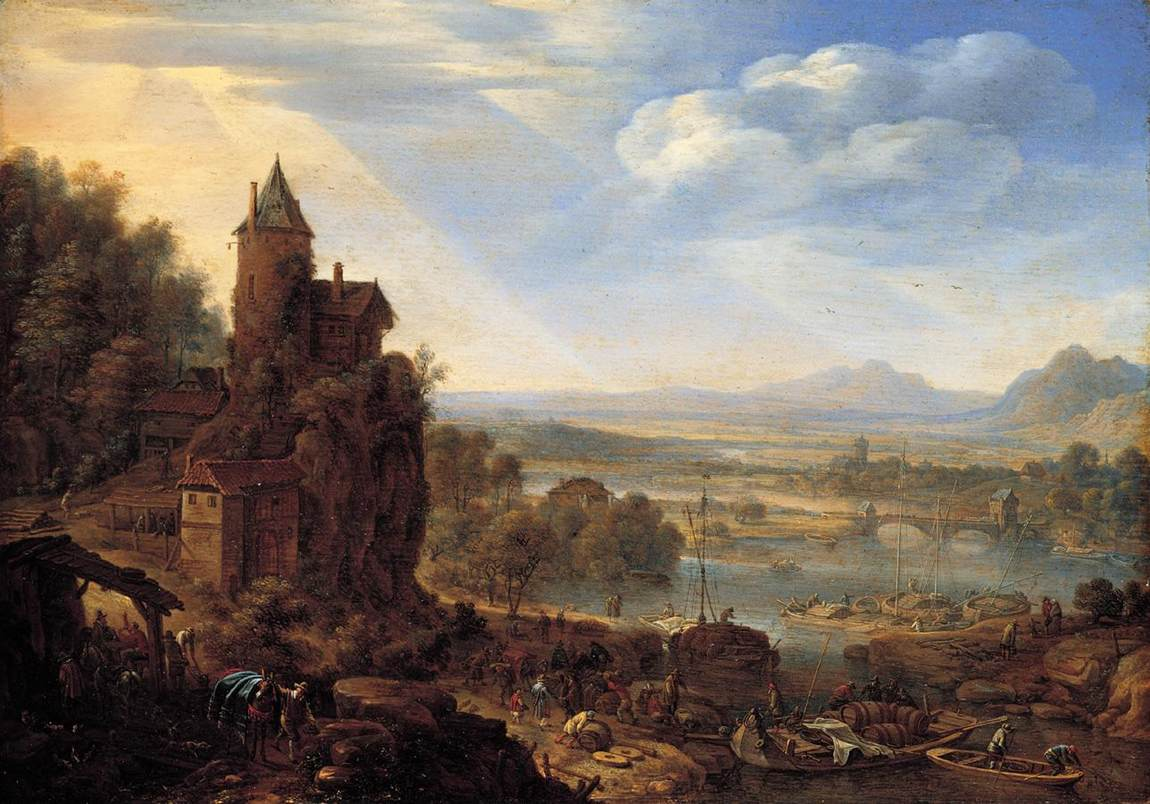
ライン河畔の風景(1664) 個人蔵
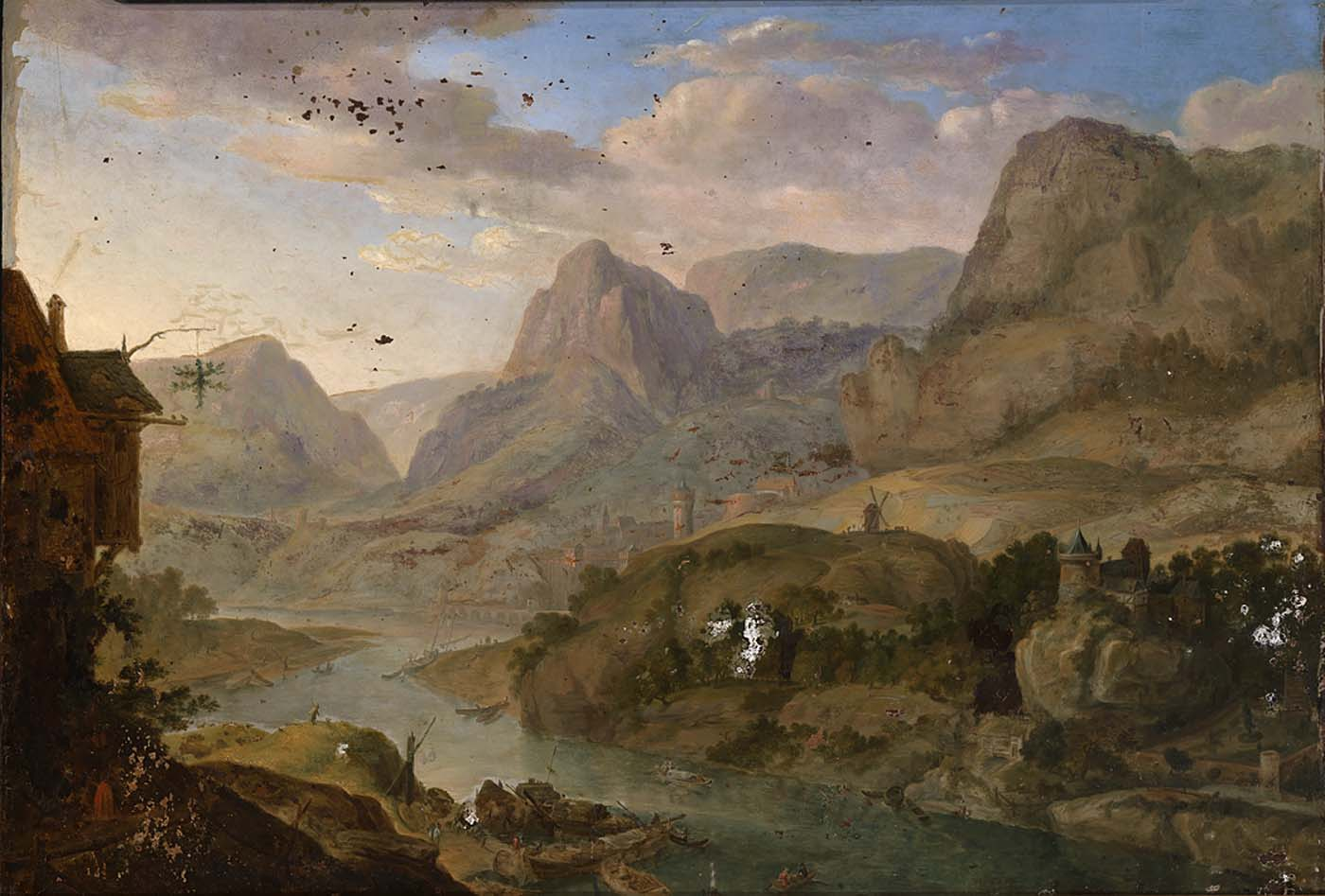
風景画 Smithsonian American Art Museum蔵
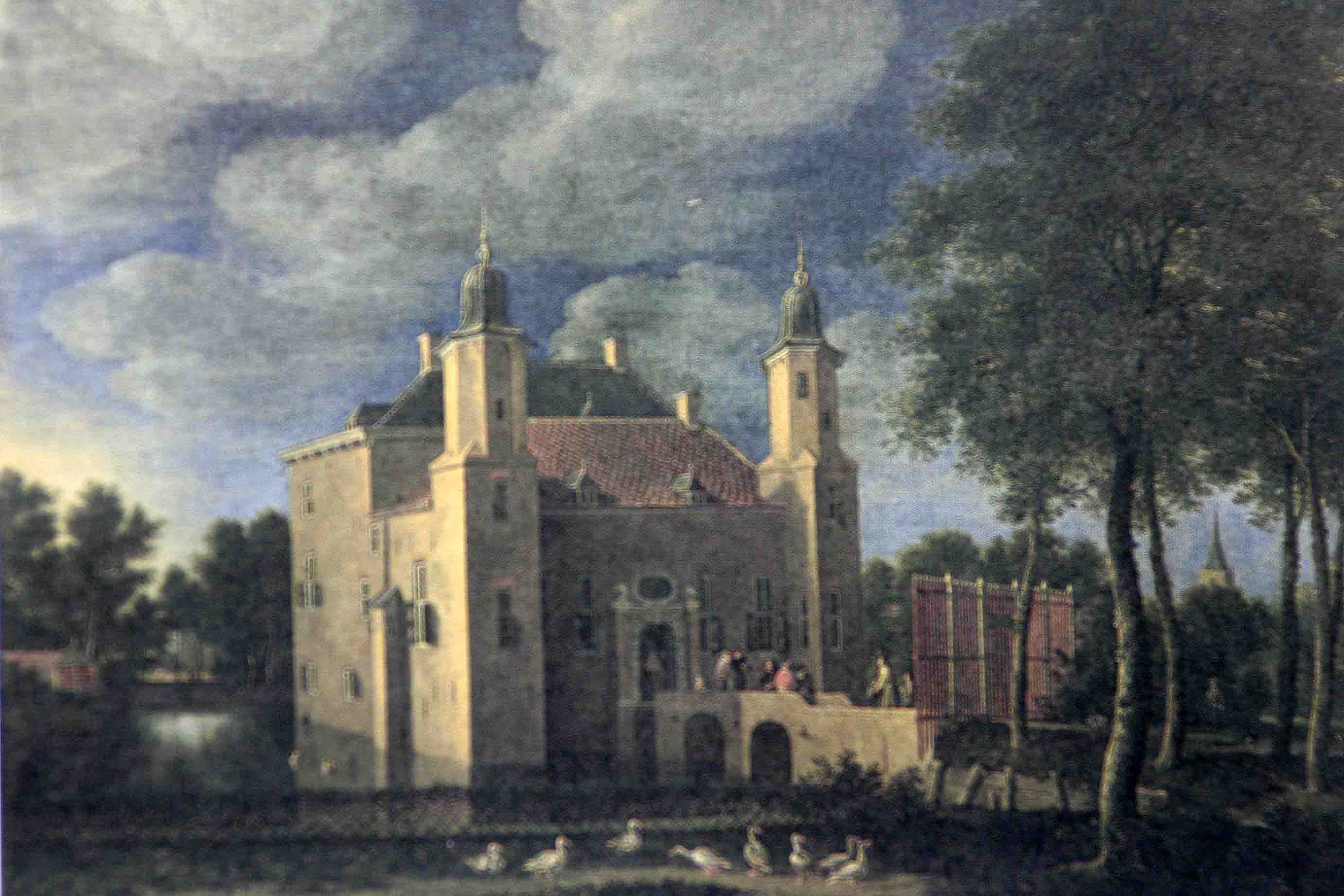
リンスホーテンの家

### 版画

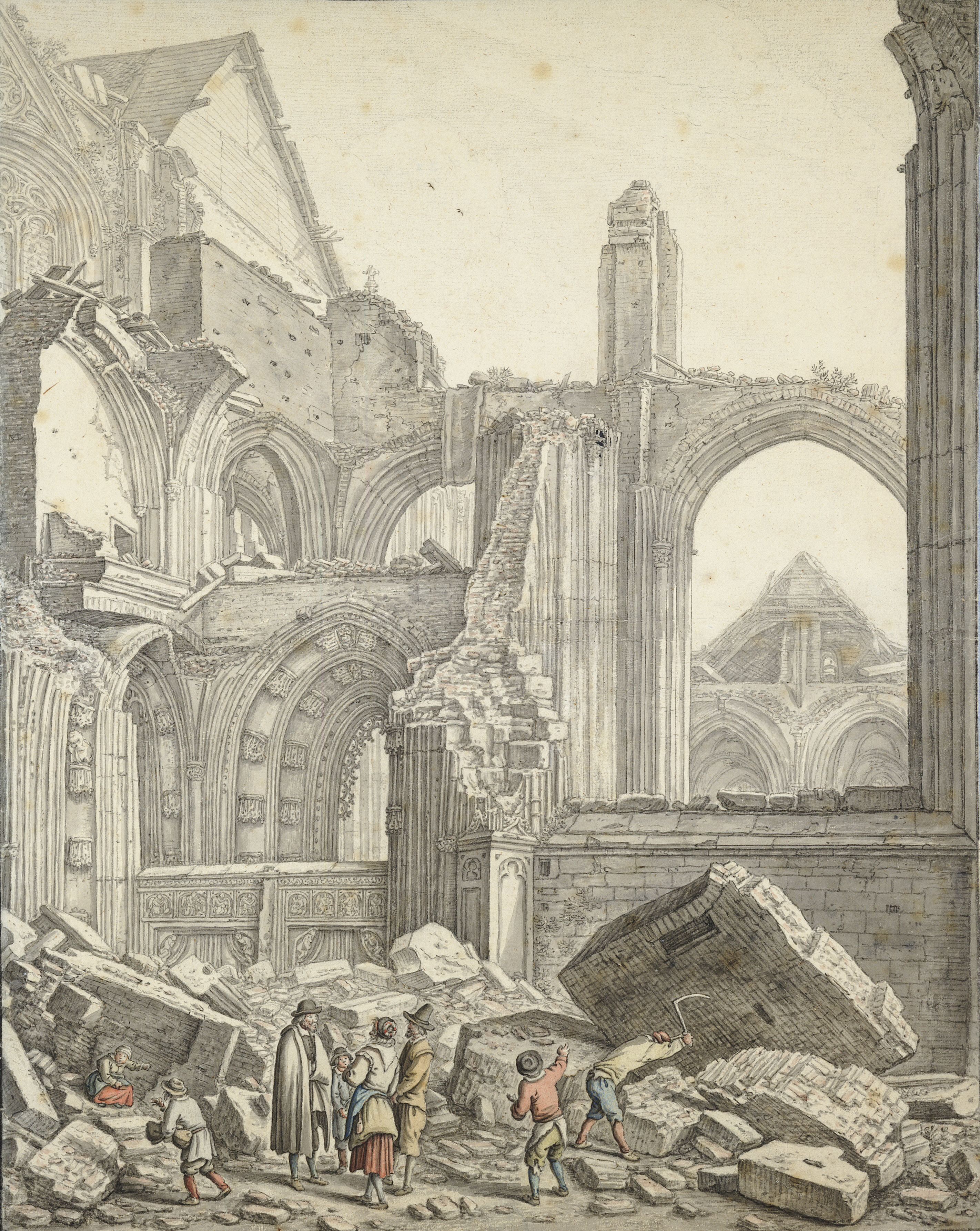
1674年の嵐で被害を受けた教会
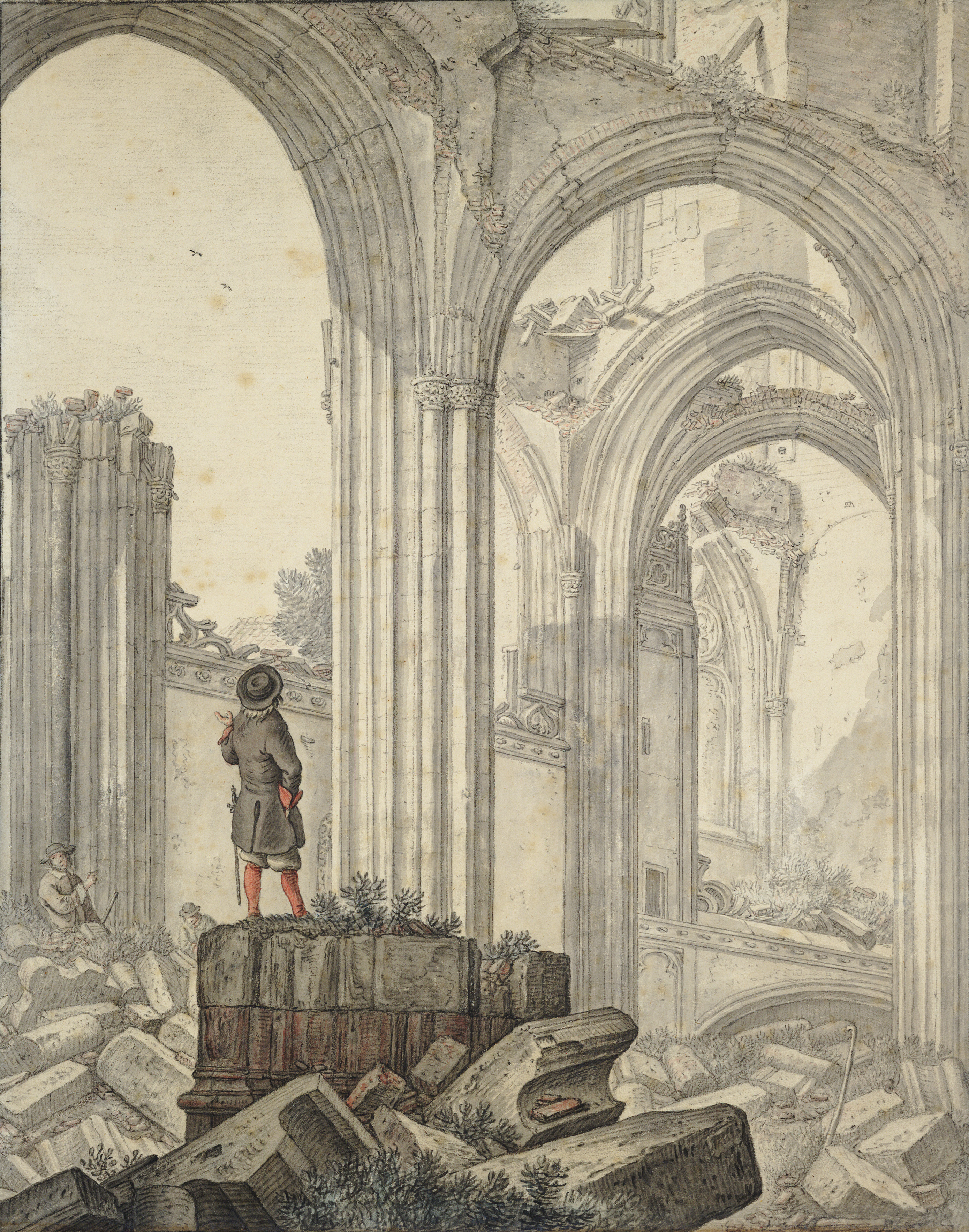
1674年の嵐で被害を受けた教会
ライン川の風景
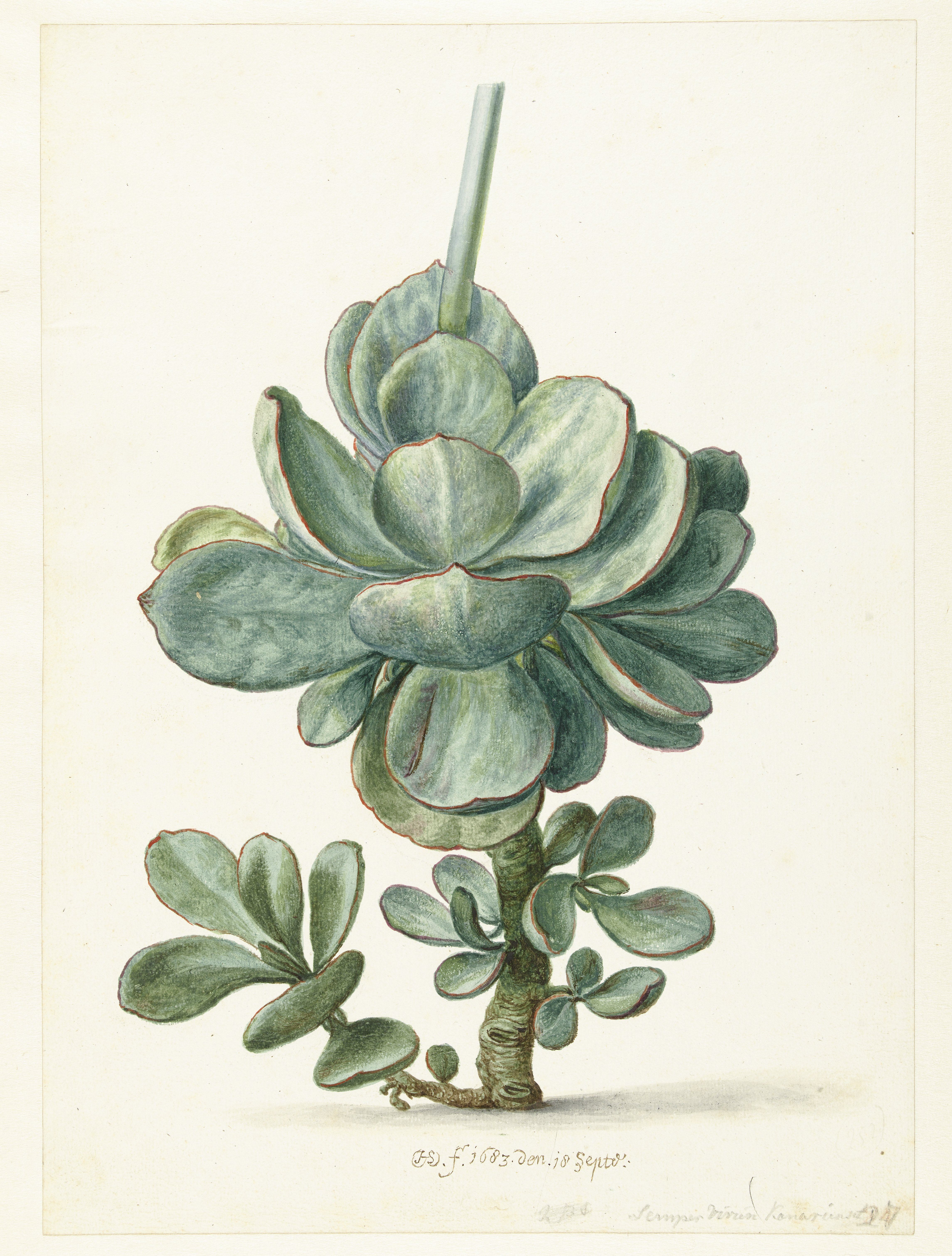
植物画